# Прелестная Долли (фильм)
«Прелестная Долли» — кино-триллер 1991 года Марии Лиз

## Сюжет
Элиот Рид становится главой фабрики по производству игрушек в Мексике, и вместе со своей женой — Мэрилин и детьми, переезжает на новое место жительства. Неподалёку, на месте проведения археологических раскопок, произошёл несчастный случай: там погиб один из археологов — на него обрушилась плита, под которой был замурован злой дух. Дух освободившись из этого склепа, поселился на складе фабрики игрушек. Однажды Джессика Рид получила в подарок одну из кукол с этого склада — «прелестную Долли»...

## В ролях
- Дениз Кросби — Мэрилин
- Рип Торн — Карл
- Хайме Гомес — Эктор